# Campionati mondiali di slittino 1977
I Campionati mondiali di slittino 1977, diciannovesima edizione della manifestazione organizzata dalla Federazione Internazionale Slittino, si tennero il 19 e 20 febbraio 1977 ad Igls, una frazione di Innsbruck in Austria, sulla Kunsteisbahn Bob-Rodel Igls, la stessa sulla quale si svolsero le competizioni del bob e dello slittino ai Giochi di Innsbruck 1976; furono disputate gare in tre differenti specialità: nel singolo uomini ed in quello donne e nel doppio.
Assoluta dominatrice della manifestazione fu la squadra tedesca orientale, capace di conquistare tutti e tre i titoli in palio; le medaglie d'oro furono vinte da Margit Schumann nella prova femminile, giunta al suo quarto titolo iridato consecutivo, da Hans Rinn nel singolo uomini, già campione nel 1973, e dallo stesso Rinn in coppia con Norbert Hahn nella specialità biposto. Grazie a questo risultato Rinn divenne il terzo slittinista capace di laurearsi campione mondiale sia nel singolo sia nel doppio, dopo il tedesco occidentale Fritz Nachmann ed il connazionale Thomas Köhler, ed il secondo a riuscirci nella stessa rassegna iridata, come fatto dallo stesso Köhler ad Hammarstrand 1967.
Quanto fatto da Hans Rinn in questa rassegna iridata risulta ancora più eclatante se si pensa che dovette gareggiare con la mano destra ingessata a causa di un incidente occorsogli ai campionati europei di Schönau am Königssee la settimana precedente.

## Risultati

### Singolo uomini
La gara fu disputata su quattro manches nell'arco di due giorni e presero parte alla competizione 39 atleti in rappresentanza di 15 differenti nazioni; campione uscente era il tedesco orientale Wolfram Fiedler, non presente a questa edizione dei mondiali, ed il titolo fu conquistato dal connazionale Hans Rinn, che in questa specialità era stato vincitore del titolo iridato ad Oberhof 1973 ed aveva ottenuto la medaglia di bronzo ai Giochi di Innsbruck 1976, davanti all'altro tedesco dell'Est Horst Müller, già altre due volte sul podio ai mondiali, ed al rappresentante della Germania Ovest Anton Winkler.
| Pos. | Atleti                | Nazione          | Tempo    | Distacco |
| ---- | --------------------- | ---------------- | -------- | -------- |
|      | Hans Rinn             | Germania Est     | 3'29"301 |          |
|      | Horst Müller          | Germania Est     | 3'30"837 | +1"536   |
|      | Anton Winkler         | Germania Ovest   | 3'30"995 | +1"694   |
| 4    | Bernhard Glass        | Germania Est     | 3'31"321 | +2"020   |
| 5    | Reinhold Sulzbacher   | Austria          | 3'31"766 | +2"465   |
| 6    | Paul Hildgartner      | Italia           | 3'32"736 | +3"435   |
| 7    | Karl Brunner          | Italia           | N.D.     | N.D.     |
| 8    | Hans-Heinrich Winkler | Germania Est     | 3'33"898 | +4"597   |
| 9    | Rudolf Schmid         | Austria          | N.D.     | N.D.     |
| 10   | Dajnis Bremze         | Unione Sovietica | N.D.     | N.D.     |

### Singolo donne
La gara fu disputata su quattro manches nell'arco di due giorni e presero parte alla competizione 19 atlete in rappresentanza di 9 differenti nazioni; campionessa uscente era la tedesca orientale Margit Schumann, che riuscì a confermare il titolo ottenuto nelle tre precedenti edizioni, davanti alla sovietica Vera Zozulja ed all'austriaca Margit Graf. La Schumann, che anche ai Giochi di Innsbruck 1976 aveva conquistato la medaglia d'oro, divenne la prima atleta in assoluto a conquistare quattro titoli mondiali, superando il tedesco occidentale Fritz Nachmann ed i connazionali Thomas Köhler ed Hans Rinn fermi a quota tre.
| Pos. | Atleti               | Nazione          | Tempo    | Distacco |
| ---- | -------------------- | ---------------- | -------- | -------- |
|      | Margit Schumann      | Germania Est     | 2'52"058 |          |
|      | Vera Zozulja         | Unione Sovietica | 2'53"147 | +1"089   |
|      | Margit Graf          | Austria          | 2'53"367 | +1"309   |
| 4    | Elisabeth Demleitner | Germania Ovest   | 2'53"441 | +1"383   |
| 5    | Melitta Sollmann     | Germania Est     | 2'53"652 | +1"594   |
| 6    | Andrea Fendt         | Germania Ovest   | 2'53"714 | +1"656   |
| 7    | Roswitha Stenzel     | Germania Est     | 2'54"239 | +2"181   |
| 8    | Angelika Schafferer  | Austria          | N.D.     | N.D.     |
| 9    | Christine Gruber     | Austria          | N.D.     | N.D.     |
| 10   | Amanda Pfeifer       | Germania Ovest   | N.D.     | N.D.     |

### Doppio
La gara fu disputata su due manches nell'arco di un solo giorno e presero parte alla competizione 36 atleti in rappresentanza di 12 differenti nazioni; campioni uscenti erano i fratelli tedeschi orientali Bernd ed Ulrich Hahn, che conclusero la prova al sesto posto, ed il titolo fu conquistato dai connazionali Hans Rinn e Norbert Hahn, già detentori dell'oro olimpico di Innsbruck 1976, davanti agli italiani Peter Gschnitzer e Karl Brunner, quest'ultimo già campione del mondo nel singolo a Valdaora 1971, ed al duo della Germania Ovest formato da Hans Brandner e Balthasar Schwarm, che ottennero il secondo posto ai Giochi del 1976.
| Pos. | Atleti                               | Nazione          | Tempo    | Distacco |
| ---- | ------------------------------------ | ---------------- | -------- | -------- |
|      | Hans Rinn Norbert Hahn               | Germania Est     | 1'26"822 |          |
|      | Peter Gschnitzer Karl Brunner        | Italia           | 1'26"931 | +0"109   |
|      | Hans Brandner Balthasar Schwarm      | Germania Ovest   | 1'27"074 | +0"252   |
| 4    | Karl Feichter Ernst Haspinger        | Italia           | 1'27"324 | +0"502   |
| 5    | Rudolf Schmid Reinhold Sulzbacher    | Austria          | 1'27"327 | +0"505   |
| 6    | Bernd Hahn Ulrich Hahn               | Germania Est     | 1'27"429 | +0"607   |
| 7    | Stefan Hölzlwimmer Rudolf Größwang   | Germania Ovest   | N.D.     | N.D.     |
| 8    | Günther Lemmerer Gerhard Sandbichler | Austria          | N.D.     | N.D.     |
| 9    | Dajnis Bremze Ajgars Krikis          | Unione Sovietica | N.D.     | N.D.     |
| 10   | Kenneth Holm Stefan Kjernholm        | Svezia           | N.D.     | N.D.     |

## Medagliere
| Posizione | Nazione          | Oro | Argento | Bronzo | Totale |
| --------- | ---------------- | --- | ------- | ------ | ------ |
| 1         | Germania Est     | 3   | 1       | 0      | 4      |
| 2         | Italia           | 0   | 1       | 0      | 1      |
| 2         | Unione Sovietica | 0   | 1       | 0      | 1      |
| 4         | Germania Ovest   | 0   | 0       | 2      | 2      |
| 5         | Austria          | 0   | 0       | 1      | 1      |
| Totale    | Totale           | 3   | 3       | 3      | 9      |